# Sithoni
Sithonii sunt o ramură importantă a tribului tracic al eldonilor.

## Așezare geografică
Strabon ne informează că locuiau în Sithonia, care se afla în partea centrală a peninsulei Calcidice, zonă muntoasă din nordul Greciei aflată între golfurile Salonic și Orfani.

## Orfeu
După o tradiție păstrată în " Istoria naturală" a lui Plinius cel Bătrân, din stihoni se trage prințul trac Orfeu, considerat un mare poet de către Homer. Cântăreț irezistibil, participant la expedițiile argonauților, Orfeu, fiul lui Oiagros, regele tracilor și al muzei Caliope, s-a întors în Tracia, unde s-a îndrăgostit de nimfa Euridice, pe care a încercat s-o salveze din infern. Poetul ar fi fost ucis de femeile trace.

## Aegyssus
În "Scrisori din Pont", poetul latin Ovidiu arată că garnizoana de la Aegyssus, (Tulcea) de astăzi, se afla sub oblăduirea unui rege sithon, probabil regele odrisilor Rhoemetalces I. Cetatea va trece în mâinile unui "dușman sălbatic" despre care se știe că a fost învins de Vitellius, unchiul viitorului împărat roman Vitellius Aulus (apr. - dec. 69 d.Hr.), ce adusese trupe romane pe Dunăre.